# بیزینگن
بیزینگن (به آلمانی: Bisingen) یک شهر در آلمان است که در تسولرنالبکرایس واقع شده‌است. بیزینگن ۹٬۲۸۵ نفر جمعیت دارد.

## خواهرخوانده
شهر لانتسینگ خواهرخواندهٔ بیزینگن هست.